# ФК Бењ ШЕ

ФК Бењи ШЕ (мађ. Bőny SE-Royal Plast), је мађарски фудбалски клуб. Седиште клуба је у Бењ, [Ђер-Мошон-Шопрон, Мађарска. Боје клуба су плава и бела. Тренутно се такмичи у Жупанојској лиги Ђер−Мошон−Шопрон, II ратред.

## Промња имена
- ? –1992: Бењреталап − Bőnyrétalap
- 1992 : Насеља Бењ и Реталап су се раздвојила − Bőny és Rétalap községek szétváltak
- 1992–2021: Боњ ШЕ −Bőny SE
- 2021–данас: Бењ ШЕ Ројал Пласт − Bőny SE-Royal Plast